# Camp de Manjača
Le camp de Manjača (prononcé : Mañacha) est un camp de prisonniers situé sur le mont Manjača près de la ville de Banja Luka dans le nord de la Bosnie-Herzégovine pendant la guerre de Bosnie et la guerre d'indépendance Croate de 1991 à 1995. 
Le camp a été fondé par l'Armée populaire yougoslave (JNA) et les autorités de la république serbe de Bosnie (RS) et a été utilisé pour rassembler et confiner des milliers de prisonniers de sexe masculin, les Bosniaques et les Croates.
Le camp a été fermé sous la pression internationale à la fin de 1993, mais a été rouvert en octobre 1995. À l'époque, on estimait qu'un total de 4 500 à 6 000 non-Serbes originaires principalement des régions de Sanski Most et de Banja Luka avaient transité par le camp. Lorsque le camp a été capturé en 1995 par les autorités Bosniaques, quelque 540 cadavres ont été retrouvés associés à des meurtres dans le camp. Quelque 1 000 personnes de la région de Sanski Most, déportées vers le camp de Manjača, sont toujours portées disparues.
Au début de 1996, l'ancien camp de concentration et le camp militaire voisin ont été ouverts au personnel de l'IFOR pour inspection conformément aux accords de Dayton.

## Contexte
Le camp de Manjača a commencé ses opérations pendant la guerre de Croatie de 1991 entre la JNA et les forces croates. À cette époque, de nombreux prisonniers de guerre croates étaient détenus dans le camp. Avec le début de la guerre de Bosnie au début de 1992, le camp a commencé à admettre des détenus civils majoritairement Bosniaques.
Selon le Comité international de la Croix-Rouge, 3 737 prisonniers étaient détenus au camp de Manjača. Le nombre exact de personnes détenues dans ce camp est quelque peu incertain puisque les détenus étaient continuellement transférés entre d'autres camps, notamment le camp d'Omarska, le camp de Trnopolje et le camp de Keraterm. Le camp a été le théâtre de violations des droits de l'homme, à savoir des passages à tabac et des meurtres réguliers et systématiques de détenus, qui ont abouti à des mises en accusation et à des condamnations par le tribunal des Nations unies du TPIY pour l'ex-Yougoslavie. La plupart des rapports indiquent que le camp contenait des prisonniers de sexe masculin de tous âges, mais pour la plupart âgés de 18 à 60 ans. Cependant, selon certaines allégations, au début du printemps 1992, un petit nombre de femmes auraient été détenues dans le camp et violées.
Selon un rapport de la Commission des droits de l'homme des Nations unies, les administrateurs de cette installation, qui étaient des fonctionnaires de l'armée de la RS, ont soutenu que les prisonniers étaient des prisonniers de guerre. Cependant, d'autres observateurs estiment que la plupart d'entre eux n'ont probablement jamais porté d'armes et ont été détenus simplement parce que leur âge et leur origine ethnique bosniaque en faisaient des combattants potentiels aux yeux des autorités serbes.
Dans les centres de détention, de nombreux prisonniers ont été tués, torturés et soumis à d'autres traitements inhumains par les forces de la RS, ciblant en particulier des personnalités importantes, telles que des chefs intellectuels, professionnels, commerciaux, politiques et religieux. Au minimum, au cours de la période allant de la fin mai 1992 au début août 1992, des centaines de détenus, dont on connaît l’identité, sont morts. Presque tous les survivants ont finalement été transférés de force ou expulsés de la région.

## Jugement de la CIJ
La Cour internationale de justice (CIJ) a présenté son arrêt dans l'affaire du génocide en Bosnie le 26 février 2007, dans lequel elle avait examiné les atrocités commises dans les camps de détention, y compris Manjača, en relation avec l'article II b) de la convention sur le génocide. La Cour a déclaré dans son arrêt :
« Après avoir soigneusement examiné les éléments de preuve présentés devant elle et pris note de ceux présentés au TPIY, la Cour considère qu'il a été établi par des éléments de preuve pleinement concluants que les membres du groupe protégé étaient systématiquement victimes de mauvais traitements massifs, de passages à tabac, de viols et de lésions corporelles et mentales graves pendant le conflit et, en particulier, dans les camps de détention. Les exigences de l'élément matériel, telles que définies à l'article II b) de la Convention sont ainsi remplies. La Cour constate cependant, sur la base des éléments de preuve dont elle dispose, qu'il n'a pas été établi de manière concluante que ces atrocités, bien qu'elles puissent elles aussi constituer des crimes de guerre et des crimes contre l'humanité, ont été commises avec l'intention spécifique (dolus specialis) de détruire le groupe protégé, en tout ou en partie, requis pour conclure qu'un génocide a été commis.»

## Développements récents
Certains responsables de la république serbe de Bosnie, et les responsables de la gestion du camp ont depuis été inculpés de génocide, de crimes contre l'humanité et de crimes de guerre, notamment Milomir Stakić et Stojan Župljanin. Certains ont été condamnés tandis que d'autres sont toujours en attente de jugement au TPIY.